# W krainie Władcy Smoków
W krainie Władcy Smoków (ang. Spellbinder: Land of the Dragon Lord) – polsko-australijsko-chiński przygodowy serial telewizyjny dla młodzieży, który powstał we współpracy Telewizji Polskiej z Film Australia, Australian Film Finance Corporation oraz Szanghajskim Studiem Filmowym, zrealizowany w 1997 r.
Pomimo zaangażowania się trzech krajów, scenariusz i koncepcja w całości wywodzą się z Australii a wszystkie postacie posługują się językiem angielskim. Zdjęcia do serialu były kręcone w Australii („Świat Kathy”, „Równoległy Świat Kathy”), w Chinach („Świat Suna”) oraz w Polsce („Świat Ashki”, „Świat nieśmiertelnych”, „Świat Molocha”).
Serial jest sequelem „Dwóch światów” i tak jak poprzednik składa się z 26 odcinków, z którego każdy trwa 24 min. Jego fabuła została w dużej mierze oparta na pierwszej części; pokazuje losy skazanej w Dwóch światach Ashki, jak i nową historię – perypetie rodziny Morganów z Kathy na czele.
Tak jak w pozostałych serialach dla młodzieży stworzonych przez Marka Shirrefsa i Johna Thomsona, każdy epizod kończy się cliffhangerem, czyli zatrzymaniem akcji w sytuacji pełnej napięcia. Wyczuwalne jest duże tempo akcji, podczas którego bohaterowie zmagają się z kolejnymi wyzwaniami rzuconymi przez los; dzięki zróżnicowaniu wieku postaci serial może być oglądany zarówno przez dzieci, nastolatków (postacie Kathy, Josha, Suna, Jasmine oraz Ayi), jak i przez dorosłych (Ashka, Mek, Sharak, państwo Morgan).

## Fabuła
Kathy wraz ze swoją rodziną wybrała się na długo wyczekiwane wakacje, jednakże nie czuje się zbyt szczęśliwa ponieważ nikt nie poświęca jej czasu. Podczas samotnego spaceru, dziewczyna znajduje nad brzegiem jeziora bambusową łódź; zaciekawiona wchodzi do niej i przypadkowo uruchamia znajdujący się w niej mechanizm. Po chwili zostaje przeniesiona do innego świata równoległego – miejsca rządzonego przez mistrzów magii. Uratowana przed upadkiem z klifu, przez budowniczego łodzi – Meka, stara się wrócić do domu, jednakże zostaje zbiegiem okoliczności przeniesiona do obozu pracy gdzie poznaje skazanych w pierwszej części, Gryvona i Ashkę. Postanawia im pomóc, powodując małe zamieszanie wśród obozowych strażników. Trójce z nich (Kathy, Mek i Ashka) udaje się zbiec wykorzystując łódź – trafiają do świata Meka, zamieszkanego przez narodowość podobną do Chińczyków Han będącej w Okresie Trzech Królestw, jednakże zdecydowanie bardziej od nich rozwiniętą technicznie (widzimy min. sieć maszyn podobnych do komputerów, które służą do komunikacji i zarządzania krainą – Wyrocznie, oświetlenie jarzeniowe, bransoletki podobne do znaczników RFID pełniące zarówno rolę identyfikatora, jak i karty-klucza otwierającego drzwi).
Kathy przez większość czasu stara się nakłonić Meka, by odesłał ją do domu jednakże każda próba coraz bardziej komplikuje sytuację. Problemem staje się również żądna władzy Ashka, przez którą Kraina Władcy Smoków niemalże upadnie.

## Podobieństwa między "Dwoma światami" a "W krainie Władcy Smoków"
- W obydwu występuje nastolatek, który odkrywa istnienie światów równoległych (Paul w pierwszej serii, Kathy w drugiej).
- Są one odkrywane w przypadkowych okolicznościach (Paul próbuje przestraszyć koleżanki, Kathy wybiera się na spacer).
- Ktoś jest świadkiem zniknięcia (Alex i Katrina w pierwszej części, Josh w drugiej) głównego bohatera a rodzice/nauczyciele nie wierzą w to.
- Międzywymiarowi podróżnicy, są zazwyczaj brani za barbarzyńców przez ich nietypowy wygląd (Paul za rabusia, Kathy za sprzymierzeńca barbarzyńców).
- Ashka jest katalizatorem wszystkich złych zdarzeń, posiada zaufanego poplecznika (Gryvon w pierwszej serii, Sharak w drugiej).
- Główny bohater zaprzyjaźnia się z „tubylcem”, który stara się mu pomóc (Riana w pierwszej serii, Mek/Aya w drugiej).
- Główny bohater pochodzi z Sydney.
- W obydwu seriach, istnieje podział społeczeństwa przypominający panów i chłopów, bohater stara się pokazać, iż jest to złe.
- Istnieje potrzeba odratowania zagubionego „tubylca” w Australii, bądź w innym świecie równoległym (Riana w pierwszej części, Sun/Mek/Josh w drugiej).
- Technologia, która zostaje przeniesiona z Australii do innych światów jest traktowana z nieufnością przez „tubylców”, dopóki nie okaże się przydatna (klakson, kamera wideo, walkman w pierwszej serii, boombox, laptop, aparat cyfrowy i jeep w drugiej).
- Nietypowe pożywienie, potrawy budzą zdziwienie i zaciekawienie (pieczony węgorz i korzonki dziwią Paula, wafel czekoladowy Suna).
- Podróżnik zaprzyjaźnia się z osobami najwyżej położonym w hierarchii w danym świecie (Paul poznaje Correona, Kathy Suna i Ayę).
- Pojawia się wątek romantyczny, odwzajemniona miłość pomiędzy poszczególnymi bohaterami (Paul i Riana, Alex i Katrina, Kathy i Tony, Josh i Jasmine).

## Postacie

### Kathy Morgan
15-latka, która jest niezbyt zachwycona z powodu rodzinnych wakacji nad jeziorem – chciałaby przeżyć coś ekscytującego. Dziewczyna jest zakochana w swoim sąsiedzie – Tonym Lazzi, gwieździe opery mydlanej „Rytm miłości”. Dostaje się do Krainy Władcy Smoków przez przypadek; bardzo szybko dostosowuje się do nowego otoczenia, jednak wybucha gdy Sun każe jej zostać w pałacu na zawsze. Pomaga Ashce uciec ze świata mistrzów magii, czując że może zrobić coś dobrego – jednakże, odkrywając jej prawdziwe oblicze zmienia zdanie o niej. Z zachowania przypomina nieco żeńską wersję Paula, jednak nie posiada tak dużej wiedzy jak on. Jej plan działania w razie kłopotów zazwyczaj przewiduje grę zespołową. Jako jedyna odwiedziła sześć światów równoległych: Australia, Australia w której spotyka samą siebie, Kraina Władcy Smoków, świat nieśmiertelnych, świat mistrzów magii, świat molocha.

### Josh Morgan
16-letni wyluzowany i dowcipkujący brat Kathy. Jego stosunki z siostrą są wręcz stereotypowe – kłóci się z nią jednak nie zawaha się ruszyć na pomoc w potrzebie. Jest jednym świadkiem jej zniknięcia, przejmuje się tym bardzo i za wszelką cenę stara się przekonać rodziców by mu uwierzyli – co z kolei nie jest łatwe bo wiedzą oni że potrafi świetnie kłamać. Po przeniesieniu do Krainy Władcy Smoków, zostaje oddzielony od rodziców i przepływając jezioro ląduje w wiosce Jasmine.

### Carl Morgan
Ojciec Kathy i Josha, Carl jest byłym piłkarzem który zrezygnował z kariery przez kontuzję kolana; prowadzi sklep sportowy Crazy Carl Sporting (Szalony Carl) oraz z zaopatrzeniem dla armii. Początkowo nie potrafi uwierzyć w podróże międzywymiarowe, jednak z biegiem czasu, po przeniesieniu się do Krainy Władcy Smoków zmienia zdanie. Próbuje prosić Sharaka o pomoc, niepodejrzewając jego zamiarów. Staje się kimś w rodzaju ochroniarza dla uwięzionej żony, Suna, Ayi i Jasmine. Najczęściej możemy go zobaczyć za kółkiem swojego żółtego jeepa.

### Vicky Morgan
Matka Kathy i Josha, Vicky jest konsultantem w firmie komputerowej. W porównaniu do męża jest mniej odporna na niewygody zaserwowane przez Sharaka, jednak przede wszystkim jest od niego poważniejsza. W Krainie Władcy Smoków, jej rola sprowadza się najczęściej do odwrócenia uwagi czy przyjścia z pomocą Sunowi i Ayi. Pojawia się na ekranie najrzadziej w ciągu całego serialu.

### Sun, Władca Smoków
Mały chłopiec władający krainą, pierwszy Władca Smoków. Jest wiecznie znudzony i niezadowolony, leniwy – większość obowiązków wykonuje jego doradca bądź też Wyrocznia. Początkowo zaprzyjaźnia się z Kathy, pokazując jednocześnie niechęć wobec Ashki; sytuacja zmienia się po wyprawie w poszukiwaniu czekolady – Ashka ratując go przed „potworem”, staje się jego zaufanym doradcą. Porzucony w późniejszym czasie przez swą „przyjaciółkę” w Sydney, musi radzić sobie sam co powoli powoduje zmianę w jego charakterze, zachowaniu.

### Księżniczka Aya
Starsza siostra Suna, Aya była wyznaczona jako sukcesorka władzy w krainie jednakże została zraniona w wypadku w którym zginęli jej rodzice; do czasu kompletnego wyzdrowienia Sun zajmuje jej miejsce. Jest bardzo miła i uprzejma dla innych, niezależnie od statusu społecznego; potrafi też udobruchać brata gdy ten wpada w szał. Od początku darzy Kathy oraz jej rodzinę sympatią. Zostaje Władczynią Smoków, gdy Ashka oznajmia iż Sun zginął podczas wyprawy po czekoladę.

### Mek
Twórca trans-wymiarowej łodzi bambusowej, przez którą rodzina Morganów trafiła do jego świata; stworzył ją przypadkowo podczas prac nad klejnotami muzycznymi dla Suna. Pracuje i uczy się w pewnego rodzaju scholastyce. Jest zakochany w Ayi. Postać Meka pełni w pewnym sensie rolę opiekuna Kathy podczas wypraw do innych światów.

### Jasmine
15 letnia dziewczyna, z wioski rybackiej Fin. Jest przesądna, co widać gdy znajduje Josha i bierze go za duszka wodnego. Gra bardzo dobrze na flecie i chce zostać muzykiem, co ma jej ułatwić rzekoma moc Josha – spełnianie 3 życzeń. Gdy okazuje się, że chłopak jest zwykłym człowiekiem początkowo jest zła, ale po uratowaniu jego rodziny łagodnieje i stwierdza, iż w pewnym sensie spełniło się jej życzenie – za sprawą Księżniczki Ayi. Jej muzyka potrafi uspokoić i odwrócić uwagę.

### Ashka
Sprawczyni wszystkich złych wydarzeń; była mistrzyni magii skazana za próbę przejęcia władzy w pierwszej serii. Żądna władzy, wykorzysta najbrutalniejsze środki by dopiąć swego; potrafi min. perfekcyjnie manipulować ludźmi. Skora do poświęceń wobec innych, gdy przynoszą jej korzyści. Dorastała sama, co najprawdopodobniej zaważyło na jej osobowości.

### Sharak
Lider grupy barbarzyńców poszukującej jedzenia i schronienia w Krainie Władcy Smoków. Przegoniony przez hologram wojownika strzegącego granicy, nie poddaje się łatwo i po rekrutowaniu na swoją stronę Ashki (która zniszczyła Główną Wyrocznię), przygotowuje wspólnie z nią atak. Jest bardzo przesądny i każdą decyzję omawia z obozowym wróżbitą. Jego celem jest przejęcie tronu Władcy Smoków, co prawie mu się udaje; za swe czyny zostaje wygnany wraz z najbliższymi pomocnikami a jego ludzie zostają przetransportowani na barce do świata Molocha.

## Obsada

### Postacie główne
- Lauren Hewett jako „Kathy Morgan”
- Anthony Wong jako „Mek”
- Ryan Kwanten jako „Josh Morgan”
- Leonard Fung jako „Sun”
- Heather Mitchell jako „Ashka”
- Me Yang jako „Sharak”
- Lenore Smith jako „Vicky Morgan”
- Peter O’Brien jako „Carl Morgan”
- Hu Xin jako „księżniczka Aya”
- Gui Jeilan jako „Jasmine

### Postacie pozostałe
- Geng Baosheng jako „the Diviner”
- Andrzej Dębski jako „Tad”
- Lech Dyblik jako „Arbiter”
- Andrzej Grabowski jako „Gan”
- Aleksandra Kisielewska jako „Thalia”
- Katarzyna Łaniewska jako „Elin”
- Lech Mackiewicz jako „Dr. Elvo”
- Maria Mackiewicz jako „Mel”
- Agnieszka Michalska jako „uczennica na koniu”
- Jowita Miondlikowska jako „Mala”
- Cezary Morawski jako „Hugo”
- Wenanty Nosul jako „Lem”
- Bartosz Obuchowicz jako „chłopiec wołający Jeza”
- Justin Rosniak jako „Tony”
- Iwona Rulewicz jako „Leila”
- Adam Siemion jako „Jez”
- Monika Świtaj jako „Matka”
- Wojciech Szawul jako „strażnik”
- Katarzyna Walter jako „Guin”
- Ye Xiaokeng jako „Gobbo”
- Wang Yanan jako „Roggar”
- Andrzej Żółkiewski jako „Mistrz”
- Rafał Zwierz jako „Gryvon”

## Informacje dodatkowe
- Zdjęcia do serialu rozpoczęły się w kwietniu 1996 roku; pierwsze siedem tygodni obejmowało realizacje w Polsce, trzynaście następnych w Chinach i siedem kolejnych w Australii.
- Zdjęcia do części serialu poświęconej światu nieśmiertelnych, nakręcono w muzeum w Nieborowie (dom Lema i Guinn), okalającym go parku (sceny zabaw, poszukiwań), a także w parku znajdującym się w pobliskiej wsi Arkadia (dom doktora Elvo oraz kanał, którym płyną w łódce bohaterowie). W tych miejscach nakręcono również Akademię pana Kleksa. Sceny w których Kathy idzie do szkoły, kręcono w Łazienkach Królewskich oraz na warszawskiej Starówce.
- Świat molocha to kolejno okolice Krakowa i Kopalnia soli Wieliczka.
- Procentowy wkład budżetu wynosił: 50% Chiny, po 25% Australia i Polska
- Leonard Fung grający Suna jest w rzeczywistości młodszy o rok od Lauren Hewett grającą Kathy.
- Do obydwu serii zostały napisane 2 tomowe książki.